# Santiago Urtizberea
Pour les articles homonymes, voir Urtizberea.
Santiago Urtizberea né le 25 juillet 1909 à Irun en Espagne et mort le 18 janvier 1985 était un joueur professionnel de football.

## Carrière
Il commence sa carrière dans le championnat d'Espagne pour sa première édition en 1928 avec le club de sa ville natale, le Real Unión de Irún. Il joue quatre saisons avec l'équipe et en 1930, il est second meilleur buteur de la Primera División avec 18 buts derrière Guillermo Gorostiza. Il rejoint un autre club basque, la Real Sociedad en 1932.
En 1937, il signe avec le Football Club des Girondins de Bordeaux qui joue alors en seconde division française. 
Les Girondins A.S.P., nouvelle dénomination à la suite de la fusion en octobre 1940 avec l’Association Sportive du Port, remportent leur première Coupe de France en 1941. En raison de la géopolitique de l'époque, cette coupe se dispute en plusieurs finales. Bordeaux élimine le Red Star (France occupée) au Parc des Princes le 13 avril (3-1), Toulouse (zone libre) sur le même score puis à Saint-Ouen le club de la banlieue lilloise, le SC Fives (zone interdite) 2 à 0, deux buts de Santiago Urtizberea. Il faudra attendre quarante-cinq ans pour voir les joueurs au scapulaire  soulever de nouveau la Coupe après six finales perdues entre-temps.
Il quitte le club en 1948. En 1943 et 1957, il occupe pendant un temps le poste d'entraîneur de l'équipe.
Il meurt en 1985.

## Palmarès
Girondins de Bordeaux
- Coupe de France (1) :
  - Vainqueur : 1940-41.
  - Finaliste : 1942-43.